# 課題研究
現代日本の教育制度において、課題研究（かだいけんきゅう）とは、高等学校にあたる後期中等教育の課程の一部として、学んだことの集大成として学習者が取り組むために開設されている科目をいう。ここでいう後期中等教育には、高等学校のほか、中高一貫教育をとる中等教育学校の後期課程、特別支援学校〔旧: 盲学校・聾学校・養護学校〕の高等部が含まれる。あるいは、スーパーサイエンスハイスクール等の一部の高校で実施される、理科の各教科の一部として実施される課題研究活動（理科課題研究）も、課題研究という。

## 専門教育各教科における課題研究
- 教科「農業」 ⇒ 課題研究 (教科農業)
- 教科「工業」 ⇒ 課題研究 (教科工業)
- 教科「商業」 ⇒ 課題研究 (教科商業)
- 教科「水産」 ⇒ 課題研究 (教科水産)
- 教科「家庭」 ⇒ 課題研究 (教科家庭)
- 教科「情報」 ⇒ 課題研究 (教科情報)
- 教科「理数」 ⇒ 課題研究 (教科理数)

## 参考URL
- 高等学校学習指導要領附則
- 文部科学省　平成21年度7月　高等学校学習指導要領解説　理科編
- 小泉治彦　著：「理科課題研究ガイドブック」千葉大学